# Christophe Mendy
Christophe Mendy (Dakar, Senegal, 4 de agosto de 1971) es un deportista francés de origen senegalés que compitió en boxeo.
Ganó una medalla de bronce en el Campeonato Mundial de Boxeo Aficionado de 1995 y una medalla de plata en el Campeonato Europeo de Boxeo Aficionado de 1996, en el peso pesado.
Participó en los Juegos Olímpicos de Atlanta 1996, ocupando el sexto lugar en el mismo peso.
En febrero de 1993 disputó su primera pelea como profesional. En su carrera profesional tuvo en total 19 combates, con un registro de 14 victorias, 4 derrotas y un empate.

## Palmarés internacional
| Campeonato Mundial | Campeonato Mundial | Campeonato Mundial | Campeonato Mundial |
| Año                | Lugar              | Medalla            | Categoría          |
| ------------------ | ------------------ | ------------------ | ------------------ |
| 1995               | Berlín (Alemania)  | Medalla de bronce  | 91 kg              |
| Campeonato Europeo |                    |                    |                    |
| Año                | Lugar              | Medalla            | Categoría          |
| 1996               | Vejle (Dinamarca)  | Medalla de plata   | 91 kg              |